# Komunalny Fundusz Pożyczkowo-Zapomogowy
Komunalny Fundusz Pożyczkowo-Zapomogowy – środki finansowe ustanowione dekretem z 1945 r., istniejące w latach 1945–1948,   przeznaczone głównie na zapomogi dla związków samorządowych ze specjalnym uwzględnieniem tych związków, które przy maksymalnym wykorzystaniu przysługujących im źródeł dochodowych i przy racjonalnej gospodarce nie mogły pokryć bieżących wydatków związanych z wykonaniem zadań ustawowych.
Fundusz powstał w miejsce zniesionego komunalnego funduszu pożyczkowo-zapomogowego, utworzonego rozporządzeniem Prezydenta Rzeczypospolitej z 1927 r.
Zarząd Funduszem sprawował Ministerstwo Administracji Publicznej w porozumieniu z Ministrem Skarbu.

## Tworzenie Funduszu
Do Funduszu wpływały:
- nieużyte dotychczas sumy, pozostające na rachunku zniesionego dekretem komunalnego funduszu pożyczkowo-zapomogowego,
- nieściągnięte dotychczas należności z tytułu sum, przypadających komunalnemu funduszowi pożyczkowo-zapomogowemu na podstawie przepisów dotyczących tego funduszu, wydanych przed dniem 1 września 1939 r.,
- należności z tytułu pożyczek, udzielonych z komunalnego funduszu pożyczkowo-zapomogowego przed dniem 1 września 1939 r.,
- należności, przypadające komunalnemu funduszowi pożyczkowo-zapomogowemu na podstawie dekretu z 1945 r. o reformie samorządowego systemu podatkowego i dekretu z 1945 r.o podatku wojskowym[3][4].

## Lokata Funduszu
Fundusz był ulokowany w centralnej instytucji bankowej, która została utworzona dla celów kredytu komunalnego. Do czasu utworzenia tej instytucji Fundusz był ulokowany w Polskim Banku Komunalnym.

## Gospodarowanie środkami Funduszu
Zasady rozdziału i warunki udzielania zapomóg i pożyczek z Funduszu, w szczególności wysokość oprocentowania pożyczek i terminy zwrotu, jak również sposób i warunki lokaty i administrowania Funduszem ustalał Minister Administracji Publicznej w porozumieniu z Ministrem Skarbu.
Funduszu mógł również udzielać związkom samorządowym pożyczki bezprocentowe lub oprocentowane na zasilenie funduszów kasowych, a w wyjątkowych przypadkach na inne cele, między innymi na pokrycie wydatków inwestycyjnych.

## Zniesienie Funduszu
Na podstawie ustawy z 1948 r. o Samorządowym Funduszu Wyrównawczym zlikwidowano Komunalny Fundusz Pożyczkowo-Zapomogowy. 